# 2024-es labdarúgó-Európa-bajnokság (selejtező)
A 2024-es labdarúgó-Európa-bajnokság selejtezője döntött arról, hogy melyik 23 csapat jutott ki a 2024-es labdarúgó-Európa-bajnokságra. Németország rendezőként automatikus résztvevő volt. A mérkőzéseket 2023 márciusától 2024 márciusáig játszották. 
A selejtezőben az UEFA 53 tagállama vett részt. A selejtező csoportjainak sorsolását 2022. október 9-én tartották Frankfurtban.

## Az Európa-bajnokságra kijutott csapatok

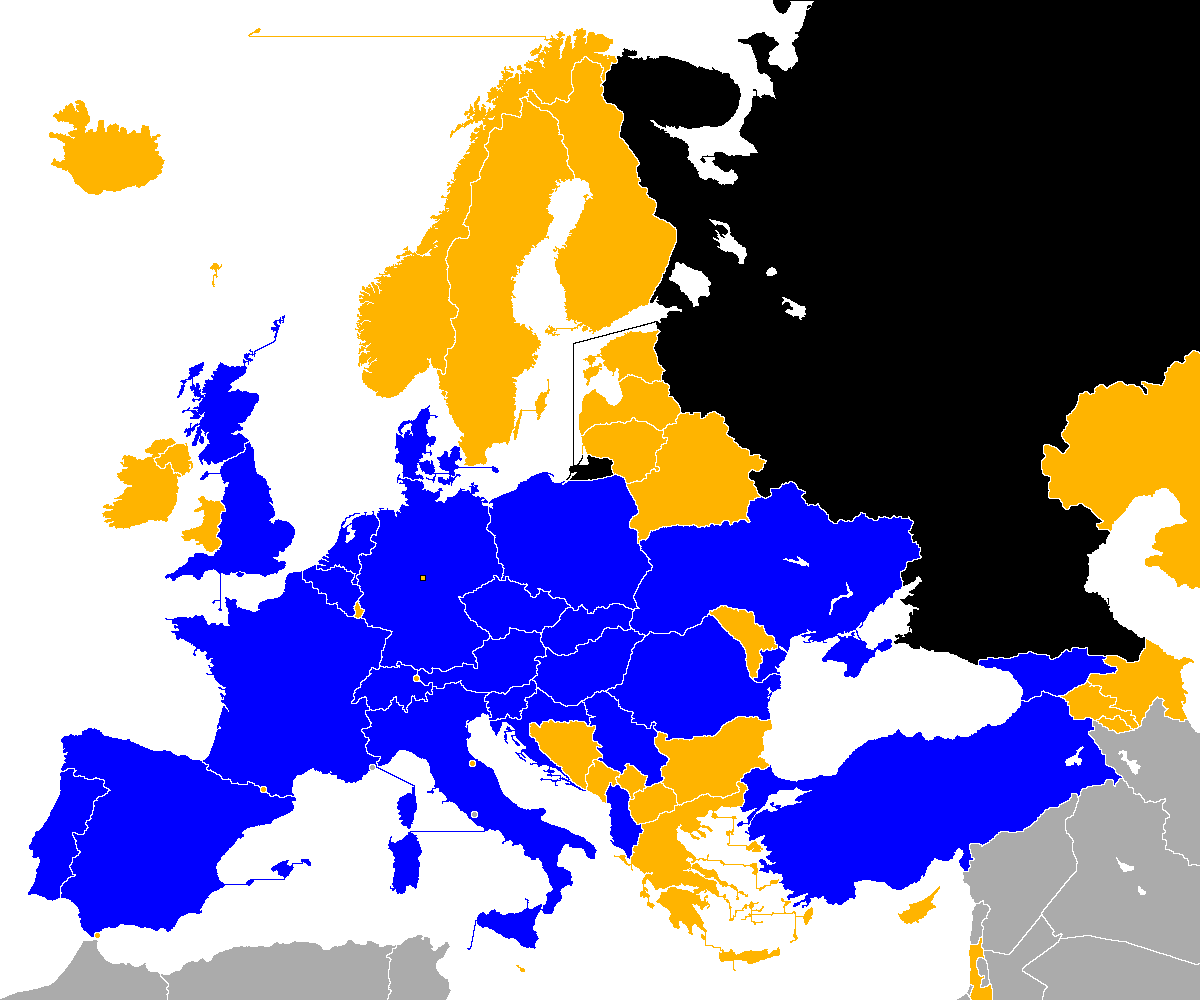

| Ország        | Kvalifikáció módja            | Kvalifikáció időpontja | Korábbi Európa-bajnoki részvételek |
| ------------- | ----------------------------- | ---------------------- | ---------------------------------- |
| Németország   | Rendező                       | 2018. szeptember 27.   | 13                                 |
| Belgium       | F csoport győztese            | 2023. október 13.      | 6                                  |
| Franciaország | B csoport győztese            | 2023. október 13.      | 10                                 |
| Portugália    | J csoport győztese            | 2023. október 13.      | 8                                  |
| Spanyolország | A csoport győztese            | 2023. október 15.      | 11                                 |
| Skócia        | A csoport második helyezettje | 2023. október 15.      | 3                                  |
| Törökország   | D csoport győztese            | 2023. október 15.      | 5                                  |
| Ausztria      | F csoport második helyezettje | 2023. október 16.      | 3                                  |
| Anglia        | C csoport győztese            | 2023. október 17.      | 10                                 |
| Magyarország  | G csoport győztese            | 2023. november 16.     | 4                                  |
| Szlovákia     | J csoport második helyezettje | 2023. november 16.     | 5                                  |
| Albánia       | E csoport győztese            | 2023. november 17.     | 1                                  |
| Dánia         | H csoport győztese            | 2023. november 17.     | 9                                  |
| Hollandia     | B csoport második helyezettje | 2023. november 18.     | 10                                 |
| Románia       | I csoport győztese            | 2023. november 18.     | 5                                  |
| Svájc         | I csoport második helyezettje | 2023. november 18.     | 5                                  |
| Szerbia       | G csoport második helyezettje | 2023. november 19.     | 5                                  |
| Csehország    | E csoport második helyezettje | 2023. november 20.     | 10                                 |
| Olaszország   | C csoport második helyezettje | 2023. november 20.     | 10                                 |
| Szlovénia     | H csoport második helyezettje | 2023. november 20.     | 1                                  |
| Horvátország  | D csoport második helyezettje | 2023. november 21.     | 6                                  |
| Grúzia        | Pótselejtező, C ág győztese   | 2024. március 26.      | 0                                  |
| Ukrajna       | Pótselejtező, B ág győztese   | 2024. március 26.      | 3                                  |
| Lengyelország | Pótselejtező, A ág győztese   | 2024. március 26.      | 4                                  |

1. ↑  Az NSZK (1972 és 1988 között) részvételeivel együtt.
2. 1 2  Csehszlovákia (1960 és 1980 között) részvételeivel együtt.
3. ↑  Jugoszlávia és Szerbia és Montenegró (1960 és 2004 között) részvételeivel együtt.

## Formátum
A selejtező 2023 márciusában kezdődött és 2024 márciusában ért véget. A selejtező csoportjaiból 20 csapat jutott ki az Eb-re. A 2022–2023-as UEFA Nemzetek Ligája csoportköreinek befejezése után az 53 csapatot 10 csoportba sorsolták, melyből 7 darab ötcsapatos, 3 darab hatcsapatos volt. Az UEFA Nemzetek Ligája négyes döntőjébe jutó csapatok ötcsapatos csoportba kerültek. A sorsolást a 2022–2023-as UEFA Nemzetek Ligája csoportkörének befejezése után tartották, 2022. október 9-én.
A selejtező csoportköre 2023 márciusától novemberig tartott. A csoportgyőztesek és a második helyezettek kijutottak az Európa-bajnokságra. A selejtezőket oda-visszavágós körmérkőzéses rendszerben, 2023 márciusában, júniusában, szeptemberében, októberében és novemberében játszották, mindegyik hónapban 2 játéknap volt.
A selejtező csoportkörét követően a maradék három helyet pótselejtezőn döntötték el, amelyre 2024 márciusában került sor. A pótselejtezőre 12 csapat jutott be a 2022–2023-as UEFA Nemzetek Ligája eredményeinek alapján. A csapatokat 3 ágra osztották el, mindegyiken ágon négy csapat szerepelt, mindegyik ágról egy csapat jutott ki az Eb-re. A Nemzetek Ligája A, B és C ligáinak csoportgyőztesei automatikusan pótselejtezős kvótát kaptak a saját ligájuk ágára, kivéve ha a selejtezőből kijutottak az Eb-re. Ha egy csoportgyőztes már kijutott az Eb-re, akkor helyette az ugyanabban a ligában legmagasabban rangsorolt csapat kapta a kvótát. Ha már nem volt elég csapat a ligában, akkor először a D liga legjobb csoportgyőztese kapott kvótát, kivéve ha a selejtezőből kijutott az Eb-re. A maradék kvótákat a Nemzetek Ligája összesített rangsorában soron következő legmagasabban rangsorolt csapatok kapták. Azonban az A, B és C liga csoportgyőztesei nem játszhattak egy magasabb ligában lévő csapattal. Az UEFA az ágak kialakításához fenntartotta a sorsolás lehetőségét is, ha a csapatokat a ligáiktól eltérő ágra kellett helyezni.
A pótselejtező három ága egyenként két elődöntőből és egy döntőből állt (a két elődöntő győztese között). Az 1. helyen rangsorolt csapat a 4. helyen rangsorolt csapattal, a 2. helyen rangsorolt csapat a 3. helyen rangsorolt csapattal mérkőzött, a magasabban rangsorolt csapat játszott hazai pályán. A döntők helyszíneit a két elődöntő párosításából sorsolták. A pótselejtező három ágának három győztese kijutott az Európa-bajnokságra.

### Rangsorolás a csoportban
Ha két vagy több csapat azonos pontszámmal állt egy csoportban, a sorrendet a következő pontok alapján határozták meg:
1. több szerzett pont az azonosan álló csapatok között lejátszott mérkőzéseken;
2. jobb gólkülönbség az azonosan álló csapatok között lejátszott mérkőzéseken;
3. több szerzett gól az azonosan álló csapatok között lejátszott mérkőzéseken;
4. Ha az 1–3. pontok alapján a csapatok továbbra is azonosan állnak, akkor az 1–3. pontokat újra alkalmazni kell ameddig a sorrend nem dönthető el.[a 1] Ha ez sem dönt, akkor a 5–11. pontok döntenek a sorrendről;
5. jobb gólkülönbség az összes mérkőzésen;
6. több szerzett gól az összes mérkőzésen;
7. több idegenben szerzett gól az összes mérkőzésen;
8. több győzelem az összes mérkőzésen;
9. több idegenben szerzett győzelem az összes mérkőzésen;
10. alacsonyabb fair play pontszám (1 pont egy sárga lap, 3 pont a két sárga lap utáni piros lap, 3 pont egy azonnali piros lap, 4 pont egy sárga lap utáni azonnali piros lap);
11. jobb helyezés az UEFA Nemzetek Ligája összesített rangsorában.

Megjegyzés
1. ↑  Ha két vagy több csapat azonos pontszámmal áll, akkor az 1–3. pontokat alkalmazzák. Ezt követően több csapatnak eldönthető a sorrendje, de nem biztos, hogy mindegyiknek. Ha például három csapat áll azonos pontszámmal, és az első három pont alapján csak az egyik csapat helyezését lehet eldönteni, akkor a másik kettő még azonosan áll. Ebben az esetben a maradék két csapatra nézve újra az 1. ponttól kezdve kell eldönteni a helyezésüket.

### Összesített rangsorolás
Az összesített rangsorolást a hatodik helyezett csapatok elleni eredmény figyelembe vétele nélkül és a következő pontok alapján határozták meg:
1. helyezés a csoportban;
2. magasabb pontszám;
3. jobb gólkülönbség;
4. több szerzett gól;
5. több idegenben szerzett gól;
6. több győzelem;
7. több idegenben szerzett győzelem;
8. alacsonyabb fair play pontszám (1 pont egy sárga lap, 3 pont a két sárga lap utáni piros lap, 3 pont egy azonnali piros lap, 4 pont egy sárga lap utáni azonnali piros lap);
9. jobb helyezés az UEFA Nemzetek Ligája összesített rangsorában.

## Naptár
A 2024-es Európa-bajnokság selejtezőinek naptára:
| Szakasz       | Játéknap     | Dátum                   |
| ------------- | ------------ | ----------------------- |
| Selejtező     | 1. játéknap  | 2023. március 23–25.    |
| Selejtező     | 2. játéknap  | 2023. március 26–28.    |
| Selejtező     | 3. játéknap  | 2023. június 16–17.     |
| Selejtező     | 4. játéknap  | 2023. június 19–20.     |
| Selejtező     | 5. játéknap  | 2023. szeptember 7–9.   |
| Selejtező     | 6. játéknap  | 2023. szeptember 10–12. |
| Selejtező     | 7. játéknap  | 2023. október 12–14.    |
| Selejtező     | 8. játéknap  | 2023. október 15–17.    |
| Selejtező     | 9. játéknap  | 2023. november 16–18.   |
| Selejtező     | 10. játéknap | 2023. november 19–21.   |
| Pótselejtezők | Elődöntők    | 2024. március 21.       |
| Pótselejtezők | Döntők       | 2024. március 26.       |

## Sorsolás
A selejtező csoportjainak sorsolását 2022. október 9-én, 12 órától tartották Frankfurtban. Az UEFA 55 tagországából 53 vesz részt a selejtezőn. Oroszországot 2022. február 28-án kizárták az UEFA tornáiról az Ukrajna elleni invázió miatt. A házigazda Németország és a selejtezőből 23 csapat jutott ki az Európa-bajnokságra.
Az 53 csapatot 6 kalapba sorolták be az alábbi szabályok alapján:
A kiemelés a 2022–2023-as UEFA Nemzetek Ligája összesített rangsorolása szerint történt. Az UEFA Nemzetek Ligája egyenes kieséses szakaszának négy résztvevője az UNL kalapba került, és az A–D csoportokba sorsolták, amelyekben öt csapat szerepelt. Ezeknek a csapatoknak 8 mérkőzésük volt, az UEFA Nemzetek Ligája egyenes kieséses szakaszának idején pihenőnaposak voltak 2023 júniusában. Az 1. kalapba került a soron következő hat csapat. (Ha Németország megnyerte volna az NL-csoportját, akkor az UNL kalapban csak három, az 1. kalapban pedig hét csapat lett volna.) A 2., 3., 4. és az 5. kalapban tíz csapat, míg a 6. kalapban a rangsor alján lévő három csapat volt. A csapatokat összesen 10 csoportba sorsolták, melyből hét darab ötcsapatos (A–G) és három darab hatcsapatos (H–J) volt. A sorsolást az UNL kalappal kezdték, majd az 1–6. kalappal folytatták. A csapatok a betűrend szerinti első lehetséges csoportba kerültek. A sorsolás során a következő kritériumok voltak, amelyeket számítógép segítségével tartottak be:
- Politikai okok: a következő csapatok politikai okok miatt nem kerülhetnek azonos csoportba: Örményország és Azerbajdzsán; Fehéroroszország és Ukrajna, Gibraltár és Spanyolország; Koszovó és Bosznia-Hercegovina; Koszovó és Szerbia.
- Téli helyszínek: a téli hideg időjárás magasabb kockázata miatt legfeljebb kettő csapat kerülhet azonos csoportba a következő csapatokból: Észtország, Fehéroroszország, Feröer, Finnország, Izland, Lettország, Litvánia, Norvégia.
- Túlzott utazás: a földrajzi távolság és az ebből következő hosszú utazás miatt legfeljebb egy párosítás lehet a következőkből:
  - Azerbajdzsán: Gibraltárral, Izlanddal, Portugáliával.
  - Izland: Ciprussal, Grúziával, Izraellel, Örményországgal.
  - Kazahsztán: Andorrával, Angliával, Észak-Írországgal, Franciaországgal, Feröerrel, Gibraltárral, Írországgal, Izlanddal, Máltával, Portugáliával, Skóciával, Spanyolországgal, Walesszel.

### Kiemelés
A kiemelés a 2022–2023-as UEFA Nemzetek Ligája összesített rangsorolása szerint történt.
- UNL kalap: Az UEFA Nemzetek Ligája egyenes kieséses szakaszának négy résztvevője
- 1. kalap: az UEFA Nemzetek Ligája összesített rangsorának 5–9., 11. helyezettjei
- 2. kalap: az UEFA Nemzetek Ligája összesített rangsorának 12–21. helyezettjei
- 3. kalap: az UEFA Nemzetek Ligája összesített rangsorának 22–31. helyezettjei
- 4. kalap: az UEFA Nemzetek Ligája összesített rangsorának 33–42. helyezettjei
- 5. kalap: az UEFA Nemzetek Ligája összesített rangsorának 43–52. helyezettjei
- 6. kalap: az UEFA Nemzetek Ligája összesített rangsorának 53–55. helyezettjei

| Csapat        | Hely. |
| ------------- | ----- |
| Hollandia     | 1.    |
| Horvátország  | 2.    |
| Spanyolország | 3.    |
| Olaszország   | 4.    |

| Csapat        | Hely. |
| ------------- | ----- |
| Dánia         | 5.    |
| Portugália    | 6.    |
| Belgium       | 7.    |
| Magyarország  | 8.    |
| Svájc         | 9.    |
| Lengyelország | 11.   |

| Csapat              | Hely. |
| ------------------- | ----- |
| Franciaország       | 12.   |
| Ausztria            | 13.   |
| Csehország          | 14.   |
| Anglia              | 15.   |
| Wales               | 16.   |
| Izrael              | 17.   |
| Bosznia-Hercegovina | 18.   |
| Szerbia             | 19.   |
| Skócia              | 20.   |
| Finnország          | 21.   |

| Csapat       | Hely. |
| ------------ | ----- |
| Ukrajna      | 22.   |
| Izland       | 23.   |
| Norvégia     | 24.   |
| Szlovénia    | 25.   |
| Írország     | 26.   |
| Albánia      | 27.   |
| Montenegró   | 28.   |
| Románia      | 29.   |
| Svédország   | 30.   |
| Örményország | 31.   |

| Csapat          | Hely. |
| --------------- | ----- |
| Grúzia          | 33.   |
| Görögország     | 34.   |
| Törökország     | 35.   |
| Kazahsztán      | 36.   |
| Luxemburg       | 37.   |
| Azerbajdzsán    | 38.   |
| Koszovó         | 39.   |
| Bulgária        | 40.   |
| Feröer          | 41.   |
| Észak-Macedónia | 42.   |

| Csapat           | Hely. |
| ---------------- | ----- |
| Szlovákia        | 43.   |
| Észak-Írország   | 44.   |
| Ciprus           | 45.   |
| Fehéroroszország | 46.   |
| Litvánia         | 47.   |
| Gibraltár        | 48.   |
| Észtország       | 49.   |
| Lettország       | 50.   |
| Moldova          | 51.   |
| Málta            | 52.   |

| Csapat        | Hely. |
| ------------- | ----- |
| Andorra       | 53.   |
| San Marino    | 54.   |
| Liechtenstein | 55.   |

## Csoportok

### A csoport
| Hely. | Csapat        | M | Gy | D | V | G+ | G– | Gk  | P  | Továbbjutás                           |  | Spanyolország | Skócia | Norvégia | Grúzia | Ciprusi Köztársaság |
| ----- | ------------- | - | -- | - | - | -- | -- | --- | -- | ------------------------------------- |  | ------------- | ------ | -------- | ------ | ------------------- |
| 1.    | Spanyolország | 8 | 7  | 0 | 1 | 25 | 5  | +20 | 21 | Kijutott a 2024-es Európa-bajnokságra |  | —             | 2–0    | 3–0      | 3–1    | 6–0                 |
| 2.    | Skócia        | 8 | 5  | 2 | 1 | 17 | 8  | +9  | 17 | Kijutott a 2024-es Európa-bajnokságra |  | 2–0           | —      | 3–3      | 2–0    | 3–0                 |
| 3.    | Norvégia      | 8 | 3  | 2 | 3 | 14 | 12 | +2  | 11 |                                       |  | 0–1           | 1–2    | —        | 2–1    | 3–1                 |
| 4.    | Grúzia        | 8 | 2  | 2 | 4 | 12 | 18 | −6  | 8  | Pótselejtezőre került                 |  | 1–7           | 2–2    | 1–1      | —      | 4–0                 |
| 5.    | Ciprus        | 8 | 0  | 0 | 8 | 3  | 28 | −25 | 0  |                                       |  | 1–3           | 0–3    | 0–4      | 1–2    | —                   |

### B csoport
| Hely. | Csapat        | M | Gy | D | V | G+ | G– | Gk  | P  | Továbbjutás                           |     | Franciaország | Hollandia | Görögország | Írország | Gibraltár (brit tengerentúli terület) |
| ----- | ------------- | - | -- | - | - | -- | -- | --- | -- | ------------------------------------- | --- | ------------- | --------- | ----------- | -------- | ------------------------------------- |
| 1.    | Franciaország | 8 | 7  | 1 | 0 | 29 | 3  | +26 | 22 | Kijutott a 2024-es Európa-bajnokságra |     | —             | 4–0       | 1–0         | 2–0      | 14–0                                  |
| 2.    | Hollandia     | 8 | 6  | 0 | 2 | 17 | 7  | +10 | 18 | Kijutott a 2024-es Európa-bajnokságra |     | 1–2           | —         | 3–0         | 1–0      | 3–0                                   |
| 3.    | Görögország   | 8 | 4  | 1 | 3 | 14 | 8  | +6  | 13 | Pótselejtezőre került                 |     | 2–2           | 0–1       | —           | 2–1      | 5–0                                   |
| 4.    | Írország      | 8 | 2  | 0 | 6 | 9  | 10 | −1  | 6  |                                       |     | 0–1           | 1–2       | 0–2         | —        | 3–0                                   |
| 5.    | Gibraltár     | 8 | 0  | 0 | 8 | 0  | 41 | −41 | 0  |                                       | 0–3 | 0–6           | 0–3       | 0–4         | —        |                                       |

### C csoport
| Hely. | Csapat          | M | Gy | D | V | G+ | G– | Gk  | P  | Továbbjutás                           |     | Anglia | Olaszország | Ukrajna | Észak-Macedónia | Málta |
| ----- | --------------- | - | -- | - | - | -- | -- | --- | -- | ------------------------------------- | --- | ------ | ----------- | ------- | --------------- | ----- |
| 1.    | Anglia          | 8 | 6  | 2 | 0 | 22 | 4  | +18 | 20 | Kijutott a 2024-es Európa-bajnokságra |     | —      | 3–1         | 2–0     | 7–0             | 2–0   |
| 2.    | Olaszország     | 8 | 4  | 2 | 2 | 16 | 9  | +7  | 14 | Kijutott a 2024-es Európa-bajnokságra |     | 1–2    | —           | 2–1     | 5–2             | 4–0   |
| 3.    | Ukrajna         | 8 | 4  | 2 | 2 | 11 | 8  | +3  | 14 | Pótselejtezőre került                 |     | 1–1    | 0–0         | —       | 2–0             | 1–0   |
| 4.    | Észak-Macedónia | 8 | 2  | 2 | 4 | 10 | 20 | −10 | 8  |                                       |     | 1–1    | 1–1         | 2–3     | —               | 2–1   |
| 5.    | Málta           | 8 | 0  | 0 | 8 | 2  | 20 | −18 | 0  |                                       | 0–4 | 0–2    | 1–3         | 0–2     | —               |       |

### D csoport
| Hely. | Csapat       | M | Gy | D | V | G+ | G– | Gk  | P  | Továbbjutás                           |     | Törökország | Horvátország | Wales | Örményország | Lettország |
| ----- | ------------ | - | -- | - | - | -- | -- | --- | -- | ------------------------------------- | --- | ----------- | ------------ | ----- | ------------ | ---------- |
| 1.    | Törökország  | 8 | 5  | 2 | 1 | 14 | 7  | +7  | 17 | Kijutott a 2024-es Európa-bajnokságra |     | —           | 0–2          | 2–0   | 1–1          | 4–0        |
| 2.    | Horvátország | 8 | 5  | 1 | 2 | 13 | 4  | +9  | 16 | Kijutott a 2024-es Európa-bajnokságra |     | 0–1         | —            | 1–1   | 1–0          | 5–0        |
| 3.    | Wales        | 8 | 3  | 3 | 2 | 10 | 10 | 0   | 12 | Pótselejtezőre került                 |     | 1–1         | 2–1          | —     | 2–4          | 1–0        |
| 4.    | Örményország | 8 | 2  | 2 | 4 | 9  | 11 | −2  | 8  |                                       |     | 1–2         | 0–1          | 1–1   | —            | 2–1        |
| 5.    | Lettország   | 8 | 1  | 0 | 7 | 5  | 19 | −14 | 3  |                                       | 2–3 | 0–2         | 0–2          | 2–0   | —            |            |

### E csoport
| Hely. | Csapat        | M | Gy | D | V | G+ | G– | Gk  | P  | Továbbjutás                           |     | Albánia | Csehország | Lengyelország | Moldova | Feröer |
| ----- | ------------- | - | -- | - | - | -- | -- | --- | -- | ------------------------------------- | --- | ------- | ---------- | ------------- | ------- | ------ |
| 1.    | Albánia       | 8 | 4  | 3 | 1 | 12 | 4  | +8  | 15 | Kijutott a 2024-es Európa-bajnokságra |     | —       | 3–0        | 2–0           | 2–0     | 0–0    |
| 2.    | Csehország    | 8 | 4  | 3 | 1 | 12 | 6  | +6  | 15 | Kijutott a 2024-es Európa-bajnokságra |     | 1–1     | —          | 3–1           | 3–0     | 1–0    |
| 3.    | Lengyelország | 8 | 3  | 2 | 3 | 10 | 10 | 0   | 11 | Pótselejtezőre került                 |     | 1–0     | 1–1        | —             | 1–1     | 2–0    |
| 4.    | Moldova       | 8 | 2  | 4 | 2 | 7  | 10 | −3  | 10 |                                       |     | 1–1     | 0–0        | 3–2           | —       | 1–1    |
| 5.    | Feröer        | 8 | 0  | 2 | 6 | 2  | 13 | −11 | 2  |                                       | 1–3 | 0–3     | 0–2        | 0–1           | —       |        |

### F csoport
| Hely. | Csapat       | M | Gy | D | V | G+ | G– | Gk  | P  | Továbbjutás                           |     | Belgium | Ausztria | Svédország | Azerbajdzsán | Észtország |
| ----- | ------------ | - | -- | - | - | -- | -- | --- | -- | ------------------------------------- | --- | ------- | -------- | ---------- | ------------ | ---------- |
| 1.    | Belgium      | 8 | 6  | 2 | 0 | 22 | 4  | +18 | 20 | Kijutott a 2024-es Európa-bajnokságra |     | —       | 1–1      | 1–1        | 5–0          | 5–0        |
| 2.    | Ausztria     | 8 | 6  | 1 | 1 | 17 | 7  | +10 | 19 | Kijutott a 2024-es Európa-bajnokságra |     | 2–3     | —        | 2–0        | 4–1          | 2–1        |
| 3.    | Svédország   | 8 | 3  | 1 | 4 | 14 | 12 | +2  | 10 |                                       |     | 0–3     | 1–3      | —          | 5–0          | 2–0        |
| 4.    | Azerbajdzsán | 8 | 2  | 1 | 5 | 7  | 17 | −10 | 7  |                                       | 0–1 | 0–1     | 3–0      | —          | 1–1          |            |
| 5.    | Észtország   | 8 | 0  | 1 | 7 | 2  | 22 | −20 | 1  | Pótselejtezőre került                 |     | 0–3     | 0–2      | 0–5        | 0–2          | —          |

1. ↑  A Belgium–Svédország mérkőzés 1–1-es állásnál a félidőben biztonsági okok miatt félbeszakadt, mert egy brüsszeli terrortámadásban két svéd szurkolót megöltek a mérkőzés előtt.[9] Az UEFA 2023. október 19-én úgy döntött, hogy a mérkőzést nem folytatják és a félidei eredményt véglegesnek nyilvánította.[10]

### G csoport
| Hely. | Csapat       | M | Gy | D | V | G+ | G– | Gk | P  | Továbbjutás                           |     | Magyarország | Szerbia | Montenegró | Litvánia | Bulgária |
| ----- | ------------ | - | -- | - | - | -- | -- | -- | -- | ------------------------------------- | --- | ------------ | ------- | ---------- | -------- | -------- |
| 1.    | Magyarország | 8 | 5  | 3 | 0 | 16 | 7  | +9 | 18 | Kijutott a 2024-es Európa-bajnokságra |     | —            | 2–1     | 3–1        | 2–0      | 3–0      |
| 2.    | Szerbia      | 8 | 4  | 2 | 2 | 15 | 9  | +6 | 14 | Kijutott a 2024-es Európa-bajnokságra |     | 1–2          | —       | 3–1        | 2–0      | 2–2      |
| 3.    | Montenegró   | 8 | 3  | 2 | 3 | 9  | 11 | −2 | 11 |                                       |     | 0–0          | 0–2     | —          | 2–0      | 2–1      |
| 4.    | Litvánia     | 8 | 1  | 3 | 4 | 8  | 14 | −6 | 6  |                                       | 2–2 | 1–3          | 2–2     | —          | 1–1      |          |
| 5.    | Bulgária     | 8 | 0  | 4 | 4 | 7  | 14 | −7 | 4  |                                       | 2–2 | 1–1          | 0–1     | 0–2        | —        |          |

### H csoport
| Hely. | Csapat         | M  | Gy | D | V  | G+ | G– | Gk  | P  | Továbbjutás                           |     | Dánia | Szlovénia | Finnország | Kazahsztán | Észak-Írország | San Marino |
| ----- | -------------- | -- | -- | - | -- | -- | -- | --- | -- | ------------------------------------- | --- | ----- | --------- | ---------- | ---------- | -------------- | ---------- |
| 1.    | Dánia          | 10 | 7  | 1 | 2  | 19 | 10 | +9  | 22 | Kijutott a 2024-es Európa-bajnokságra |     | —     | 2–1       | 3–1        | 3–1        | 1–0            | 4–0        |
| 2.    | Szlovénia      | 10 | 7  | 1 | 2  | 20 | 9  | +11 | 22 | Kijutott a 2024-es Európa-bajnokságra |     | 1–1   | —         | 3–0        | 2–1        | 4–2            | 2–0        |
| 3.    | Finnország     | 10 | 6  | 0 | 4  | 18 | 10 | +8  | 18 | Pótselejtezőre került                 |     | 0–1   | 2–0       | —          | 1–2        | 4–0            | 6–0        |
| 4.    | Kazahsztán     | 10 | 6  | 0 | 4  | 16 | 12 | +4  | 18 | Pótselejtezőre került                 |     | 3–2   | 1–2       | 0–1        | —          | 1–0            | 3–1        |
| 5.    | Észak-Írország | 10 | 3  | 0 | 7  | 9  | 13 | −4  | 9  |                                       |     | 2–0   | 0–1       | 0–1        | 0–1        | —              | 3–0        |
| 6.    | San Marino     | 10 | 0  | 0 | 10 | 3  | 31 | −28 | 0  |                                       | 1–2 | 0–4   | 0–3       | 0–3        | 0–2        | —              |            |

1. 1 2  Egymás elleni pontszám: Dánia 4, Szlovénia 1
2. 1 2  Gólkülönbség az összes mérkőzésen: Finnország +8, Kazakhsztán +4

### I csoport
| Hely. | Csapat           | M  | Gy | D | V | G+ | G– | Gk  | P  | Továbbjutás                           |     | Románia | Svájc | Izrael | Fehéroroszország | Koszovó | Andorra |
| ----- | ---------------- | -- | -- | - | - | -- | -- | --- | -- | ------------------------------------- | --- | ------- | ----- | ------ | ---------------- | ------- | ------- |
| 1.    | Románia          | 10 | 6  | 4 | 0 | 16 | 5  | +11 | 22 | Kijutott a 2024-es Európa-bajnokságra |     | —       | 1–0   | 1–1    | 2–1              | 2–0     | 4–0     |
| 2.    | Svájc            | 10 | 4  | 5 | 1 | 22 | 11 | +11 | 17 | Kijutott a 2024-es Európa-bajnokságra |     | 2–2     | —     | 3–0    | 3–3              | 1–1     | 3–0     |
| 3.    | Izrael           | 10 | 4  | 3 | 3 | 11 | 11 | 0   | 15 | Pótselejtezőre került                 |     | 1–2     | 1–1   | —      | 1–0              | 1–1     | 2–1     |
| 4.    | Fehéroroszország | 10 | 3  | 3 | 4 | 9  | 14 | −5  | 12 |                                       |     | 0–0     | 0–5   | 1–2    | —                | 2–1     | 1–0     |
| 5.    | Koszovó          | 10 | 2  | 5 | 3 | 10 | 10 | 0   | 11 |                                       | 0–0 | 2–2     | 1–0   | 0–1    | —                | 1–1     |         |
| 6.    | Andorra          | 10 | 0  | 2 | 8 | 3  | 20 | −17 | 2  |                                       | 0–2 | 1–2     | 0–2   | 0–0    | 0–3              | —       |         |

### J csoport
| Hely. | Csapat              | M  | Gy | D | V  | G+ | G– | Gk  | P  | Továbbjutás                           |  | Portugália | Szlovákia | Luxemburg | Izland | Bosznia-Hercegovina | Liechtenstein |
| ----- | ------------------- | -- | -- | - | -- | -- | -- | --- | -- | ------------------------------------- |  | ---------- | --------- | --------- | ------ | ------------------- | ------------- |
| 1.    | Portugália          | 10 | 10 | 0 | 0  | 36 | 2  | +34 | 30 | Kijutott a 2024-es Európa-bajnokságra |  | —          | 3–2       | 9–0       | 2–0    | 3–0                 | 4–0           |
| 2.    | Szlovákia           | 10 | 7  | 1 | 2  | 17 | 8  | +9  | 22 | Kijutott a 2024-es Európa-bajnokságra |  | 0–1        | —         | 0–0       | 4–2    | 2–0                 | 3–0           |
| 3.    | Luxemburg           | 10 | 5  | 2 | 3  | 13 | 19 | −6  | 17 | Pótselejtezőre került                 |  | 0–6        | 0–1       | —         | 3–1    | 4–1                 | 2–0           |
| 4.    | Izland              | 10 | 3  | 1 | 6  | 17 | 16 | +1  | 10 | Pótselejtezőre került                 |  | 0–1        | 1–2       | 1–1       | —      | 1–0                 | 4–0           |
| 5.    | Bosznia-Hercegovina | 10 | 3  | 0 | 7  | 9  | 20 | −11 | 9  | Pótselejtezőre került                 |  | 0–5        | 1–2       | 0–2       | 3–0    | —                   | 2–1           |
| 6.    | Liechtenstein       | 10 | 0  | 0 | 10 | 1  | 28 | −27 | 0  |                                       |  | 0–2        | 0–1       | 0–1       | 0–7    | 0–2                 | —             |

## Pótselejtezők
Azok a csapatok, amelyek az Európa-bajnokság selejtezőjéből nem jutottak ki az Eb-re, a pótselejtezőre szerezhettek részvételi jogot. A Nemzetek Ligája A, B és C ligája egy helyet biztosított a maradék három kiadó helyre. A ligákból az a legjobb négy csapat, amely nem jutott ki az Európa-bajnokságra részt vehetett a pótselejtezőn, melyeket 2024 márciusában játszanak. Elsősorban a ligák csoportgyőztesei játszhattak pótselejtezőt, de ha egy csoportgyőztes már a Eb-selejtezőből kijutott, akkor az adott liga következő legjobb helyezettje kapott helyet. Ha valamelyik ligából kevesebb mint négy csapat nem jutott ki a selejtezőből, akkor először a D liga legjobb csoportgyőztese kapott kvótát, kivéve ha kijutott a selejtezőn, ezt követően a pótselejtezős helyeket a Nemzetek Ligája következő legjobb helyezettjei kapták.

### Résztvevők
A csapatok kiválasztásának eljárása döntötte el, hogy a szabályok alapján mely 12 csapat játszhatott pótselejtezőt. 
| Hely. | Csapat        |
| ----- | ------------- |
| 1. CS | Spanyolország |
| 2. CS | Horvátország  |
| 3. CS | Olaszország   |
| 4. CS | Hollandia     |
| 5.    | Dánia         |
| 6.    | Portugália    |
| 7.    | Belgium       |
| 8.    | Magyarország  |
| 9.    | Svájc         |
| 10.   | Németország   |
| 11.   | Lengyelország |
| 12.   | Franciaország |
| 13.   | Ausztria      |
| 14.   | Csehország    |
| 15.   | Anglia        |
| 16.   | Wales         |

| Hely.  | Csapat              |
| ------ | ------------------- |
| 17. CS | Izrael              |
| 18. CS | Bosznia-Hercegovina |
| 19. CS | Szerbia             |
| 20. CS | Skócia              |
| 21.    | Finnország          |
| 22.    | Ukrajna             |
| 23.    | Izland              |
| 24.    | Norvégia            |
| 25.    | Szlovénia           |
| 26.    | Írország            |
| 27.    | Albánia             |
| 28.    | Montenegró          |
| 29.    | Románia             |
| 30.    | Svédország          |
| 31.    | Örményország        |
| 32.    | Oroszország         |

| Hely.  | Csapat           |
| ------ | ---------------- |
| 33. CS | Grúzia           |
| 34. CS | Görögország      |
| 35. CS | Törökország      |
| 36. CS | Kazahsztán       |
| 37.    | Luxemburg        |
| 38.    | Azerbajdzsán     |
| 39.    | Koszovó          |
| 40.    | Bulgária         |
| 41.    | Feröer           |
| 42.    | Észak-Macedónia  |
| 43.    | Szlovákia        |
| 44.    | Észak-Írország   |
| 45.    | Ciprus           |
| 46.    | Fehéroroszország |
| 47.    | Litvánia         |
| 48.    | Gibraltár        |

| Hely. | Csapat        |
| ----- | ------------- |
| 49. D | Észtország    |
| 50.   | Lettország    |
| 51.   | Moldova       |
| 52.   | Málta         |
| 53.   | Andorra       |
| 54.   | San Marino    |
| 55.   | Liechtenstein |

Jegyzetek
- CS Az A, B, C liga csoportgyőztese
- D A D liga legjobb csoportgyőztese
- Kijutott az Európa-bajnokságra
- A pótselejtezőbe jutott
- Rendezőként kijutott az Európa-bajnokságra
- Kizárták

### Sorsolás
A pótselejtezők sorsolására 2023. november 23-án, közép-európai idő szerint 12:00 órakor került sor az UEFA székhelyén, a svájci Nyonban. A sorsolás döntött arról, hogy a nem csoportgyőztes csapatok közül melyik került a ligáiktól eltérő ágra. Három külön sorsolás döntött a két elődöntő győztese között arról, hogy az ágak döntőit hol játsszák.
A speciális sorsolás miatt a pontos procedúrát csak a csoportkör befejezése után véglegesítették. A sorsolás során nem volt semmilyen korlátozás.
A rájátszásba jutott 12 csapat a szabályok alapján három ágra került, a C ligától kezdve az A ligáig:
- A C ligából négy csapat vehet részt (három csoportgyőztes és egy nem csoportgyőztes), mindannyian a C ágra kerültek.
- A B ligából öt csapat vehet részt (két csoportgyőztes és három nem csoportgyőztes), a két csoportgyőztes a B ágra került, míg a két nem csoportgyőztes közül a sorsolás döntötte el, hogy melyik két csapat került szintén a B ágra.
- Az A ligából két csapat vehet részt, mindkettő az A ágra került. A B ligából a B ágra ki nem sorsolt nem csoportgyőztes csapat az A ágra került, a legjobb helyezést elért D ligás csoportgyőztessel együtt.

A következő három, nem csoportgyőztes a B ligából (a Nemzetek Ligája-rangsor szerint sorrendben) részt vett a sorsoláson, kettőt a B ágra sorsoltak, míg a maradék csapat az A ágra került:
1. Finnország
2. Ukrajna
3. Izland

A B ágra sorsolt két csapat a Nemzetek Ligája-rangsoruknak megfelelően a B3 és B4-es, míg az A ágra sorsolt csapat az A3-as pozíciót foglalja el.
A pótselejtező ágainak összetétele a következő:
| Hely. | Csapat        |
| ----- | ------------- |
| 1.    | Lengyelország |
| 2.    | Wales         |
| 3.    | Finnország    |
| 4.    | Észtország    |

| Hely. | Csapat              |
| ----- | ------------------- |
| 1.    | Izrael              |
| 2.    | Bosznia-Hercegovina |
| 3.    | Ukrajna             |
| 4.    | Izland              |

| Hely. | Csapat      |
| ----- | ----------- |
| 1.    | Grúzia      |
| 2.    | Görögország |
| 3.    | Kazahsztán  |
| 4.    | Luxemburg   |

### A ág
| 1. csapat     | Eredmény     | 2. csapat     |
| ------------- | ------------ | ------------- |
| Elődöntők     |              |               |
| Lengyelország | 5–1          | Észtország    |
| Wales         | 4–1          | Finnország    |
| Döntő         |              |               |
| Wales         | 0–0 (t. 4–5) | Lengyelország |

### B ág
| 1. csapat           | Eredmény | 2. csapat |
| ------------------- | -------- | --------- |
| Elődöntők           |          |           |
| Izrael              | 1–4      | Izland    |
| Bosznia-Hercegovina | 1–2      | Ukrajna   |
| Döntő               |          |           |
| Ukrajna             | 2–1      | Izland    |

### C ág
| 1. csapat   | Eredmény     | 2. csapat   |
| ----------- | ------------ | ----------- |
| Elődöntők   |              |             |
| Grúzia      | 2–0          | Luxemburg   |
| Görögország | 5–0          | Kazahsztán  |
| Döntő       |              |             |
| Grúzia      | 0–0 (t. 4–2) | Görögország |

## Összesített rangsor
Az összesített rangsor alapján történt a 2024-es Európa-bajnokság csoportjainak sorsolásához a csapatok kiemelése. A hatodik helyezett elleni eredményeket nem kellett figyelembe venni.
| Hely. | Cs | Csapat              | M  | Gy | D | V  | G+ | G– | Gk  | P  | Kiemelés |
| ----- | -- | ------------------- | -- | -- | - | -- | -- | -- | --- | -- | -------- |
| 1.    | J  | Portugália          | 8  | 8  | 0 | 0  | 30 | 2  | +28 | 24 | 1. kalap |
| 2.    | B  | Franciaország       | 8  | 7  | 1 | 0  | 29 | 3  | +26 | 22 | 1. kalap |
| 3.    | A  | Spanyolország       | 8  | 7  | 0 | 1  | 25 | 5  | +20 | 21 | 1. kalap |
| 4.    | F  | Belgium             | 8  | 6  | 2 | 0  | 22 | 4  | +18 | 20 | 1. kalap |
| 5.    | C  | Anglia              | 8  | 6  | 2 | 0  | 22 | 4  | +18 | 20 | 1. kalap |
| 6.    | G  | Magyarország        | 8  | 5  | 3 | 0  | 16 | 7  | +9  | 18 | 2. kalap |
| 7.    | D  | Törökország         | 8  | 5  | 2 | 1  | 14 | 7  | +7  | 17 | 2. kalap |
| 8.    | I  | Románia             | 8  | 4  | 4 | 0  | 10 | 5  | +5  | 16 | 2. kalap |
| 9.    | H  | Dánia               | 8  | 5  | 1 | 2  | 13 | 9  | +4  | 16 | 2. kalap |
| 10.   | E  | Albánia             | 8  | 4  | 3 | 1  | 12 | 4  | +8  | 15 | 2. kalap |
|       |    |                     |    |    |   |    |    |    |     |    |          |
| 11.   | F  | Ausztria            | 8  | 6  | 1 | 1  | 17 | 7  | +10 | 19 | 2. kalap |
| 12.   | B  | Hollandia           | 8  | 6  | 0 | 2  | 17 | 7  | +10 | 18 | 3. kalap |
| 13.   | A  | Skócia              | 8  | 5  | 2 | 1  | 17 | 8  | +9  | 17 | 3. kalap |
| 14.   | D  | Horvátország        | 8  | 5  | 1 | 2  | 13 | 4  | +9  | 16 | 3. kalap |
| 15.   | H  | Szlovénia           | 8  | 5  | 1 | 2  | 14 | 9  | +5  | 16 | 3. kalap |
| 16.   | J  | Szlovákia           | 8  | 5  | 1 | 2  | 13 | 8  | +5  | 16 | 3. kalap |
| 17.   | E  | Csehország          | 8  | 4  | 3 | 1  | 12 | 6  | +6  | 15 | 3. kalap |
| 18.   | C  | Olaszország         | 8  | 4  | 2 | 2  | 16 | 9  | +7  | 14 | 4. kalap |
| 19.   | G  | Szerbia             | 8  | 4  | 2 | 2  | 15 | 9  | +6  | 14 | 4. kalap |
| 20.   | I  | Svájc               | 8  | 2  | 5 | 1  | 17 | 10 | +7  | 11 | 4. kalap |
|       |    |                     |    |    |   |    |    |    |     |    |          |
| 21.   | C  | Ukrajna             | 8  | 4  | 2 | 2  | 11 | 8  | +3  | 14 |          |
| 22.   | B  | Görögország         | 8  | 4  | 1 | 3  | 14 | 8  | +6  | 13 |          |
| 23.   | H  | Finnország          | 8  | 4  | 0 | 4  | 10 | 9  | +1  | 12 |          |
| 24.   | D  | Wales               | 8  | 3  | 3 | 2  | 10 | 10 | 0   | 12 |          |
| 25.   | A  | Norvégia            | 8  | 3  | 2 | 3  | 14 | 12 | +2  | 11 |          |
| 26.   | E  | Lengyelország       | 8  | 3  | 2 | 3  | 10 | 10 | 0   | 11 |          |
| 27.   | G  | Montenegró          | 8  | 3  | 2 | 3  | 9  | 11 | −2  | 11 |          |
| 28.   | J  | Luxemburg           | 8  | 3  | 2 | 3  | 10 | 19 | −9  | 11 |          |
| 29.   | F  | Svédország          | 8  | 3  | 1 | 4  | 14 | 12 | +2  | 10 |          |
| 30.   | I  | Izrael              | 8  | 2  | 3 | 3  | 7  | 10 | −3  | 9  |          |
|       |    |                     |    |    |   |    |    |    |     |    |          |
| 31.   | H  | Kazahsztán          | 8  | 4  | 0 | 4  | 10 | 11 | −1  | 12 |          |
| 32.   | E  | Moldova             | 8  | 2  | 4 | 2  | 7  | 10 | −3  | 10 |          |
| 33.   | D  | Örményország        | 8  | 2  | 2 | 4  | 9  | 11 | −2  | 8  |          |
| 34.   | A  | Grúzia              | 8  | 2  | 2 | 4  | 12 | 18 | −6  | 8  |          |
| 35.   | I  | Fehéroroszország    | 8  | 2  | 2 | 4  | 8  | 14 | −6  | 8  |          |
| 36.   | C  | Észak-Macedónia     | 8  | 2  | 2 | 4  | 10 | 20 | −10 | 8  |          |
| 37.   | F  | Azerbajdzsán        | 8  | 2  | 1 | 5  | 7  | 17 | −10 | 7  |          |
| 38.   | B  | Írország            | 8  | 2  | 0 | 6  | 9  | 10 | −1  | 6  |          |
| 39.   | G  | Litvánia            | 8  | 1  | 3 | 4  | 8  | 14 | −6  | 6  |          |
| 40.   | J  | Izland              | 8  | 1  | 1 | 6  | 7  | 16 | −9  | 4  |          |
|       |    |                     |    |    |   |    |    |    |     |    |          |
| 41.   | I  | Koszovó             | 8  | 1  | 4 | 3  | 6  | 9  | −3  | 7  |          |
| 42.   | G  | Bulgária            | 8  | 0  | 4 | 4  | 7  | 14 | −7  | 4  |          |
| 43.   | H  | Észak-Írország      | 8  | 1  | 0 | 7  | 4  | 13 | −9  | 3  |          |
| 44.   | J  | Bosznia-Hercegovina | 8  | 1  | 0 | 7  | 5  | 19 | −14 | 3  |          |
| 45.   | D  | Lettország          | 8  | 1  | 0 | 7  | 5  | 19 | −14 | 3  |          |
| 46.   | E  | Feröer              | 8  | 0  | 2 | 6  | 2  | 13 | −11 | 2  |          |
| 47.   | F  | Észtország          | 8  | 0  | 1 | 7  | 2  | 22 | −20 | 1  |          |
| 48.   | C  | Málta               | 8  | 0  | 0 | 8  | 2  | 20 | −18 | 0  |          |
| 49.   | A  | Ciprus              | 8  | 0  | 0 | 8  | 3  | 28 | −25 | 0  |          |
| 50.   | B  | Gibraltár           | 8  | 0  | 0 | 8  | 0  | 41 | −41 | 0  |          |
|       |    |                     |    |    |   |    |    |    |     |    |          |
| 51.   | I  | Andorra             | 10 | 0  | 2 | 8  | 3  | 20 | −17 | 2  |          |
| 52.   | J  | Liechtenstein       | 10 | 0  | 0 | 10 | 1  | 28 | −27 | 0  |          |
| 53.   | H  | San Marino          | 10 | 0  | 0 | 10 | 3  | 31 | −28 | 0  |          |

1. 1 2  Idegenben szerzett gólok: Belgium 10, Anglia 8.
2. 1 2  Fair play pontszám: Bosznia és Hercegovina −20, Lettország −29.

## Statisztika

### Gólok
2023. november 21-én frissítve.
| Hely | Játékos           | Válogatott    | Gólok száma |
| ---- | ----------------- | ------------- | ----------- |
| 1.   | Romelu Lukaku     | Belgium       | 14          |
| 2.   | Cristiano Ronaldo | Portugália    | 10          |
| 3.   | Kylian Mbappé     | Franciaország | 9           |